# ممتاز محل
مَلِكةُ الزَّمَانِ المُعظَّمَة مَلِيكةُ الدُّنِيَا پَادشَاه بِيگُم مُمتَاز مَحَل أرجُمَند بَانُو بِيگُم (بالفارسية: ملکه‌الزمانی مُعظم و ملکه جهان پادشاه بیگُم مُمتاز محل ارجُمند بانو بیگُم، وبالأردية: ملکہ الزمانی معظم اور ملکہ جہاں بادشاہ بیگم ممتاز محل ارجمند بانو بیگم) (1001هـ - 1040هـ المُوافق فيه 27 أبريل (نيسان) 1593م - 17 يونيو (حزيران) 1631م) المعروفة اختصارًا بِـ«مُمتاز محل» أو «أرجُمند بانو بيگم» هي عقيلة الإمبراطور شهاب الدِّين شاهجهان وإمبراطورة الهند المغوليَّة للفترة من 19 يناير 1628م حتى وفاتها في 17 يونيو 1631م. كرَّمها زوجها بعد وفاتها ببناء تاج محل ليكون ضريحها تكريمًا لها وتخليدًا لِذكراها وعُدَّ من عجائب الدُّنيا السَّبع. لقبت بِـ«مُمتاز محل» الذي يعني «القصر الممجد» واسم ولادتها «أرجُمند بانو بيگُم» وهي كلمة إيرانيَّة منحوتة من «أرج» ومعناها «القيمة» ولاحقة اسم الفاعل «مند» فيكون معنى الاسم «ذات المقام».
كانت ممتاز محل ابنة أحد العائلات الفارسیَّة الشيعيَّة فوالدها هو أبو الحسن آصف خان، وهي زوجة أحد ملوك الهند المشاهير شاه جهان من أعيان القرن الحادي عشر الهجري. تزوجها السلطان شاه جهان في عهد أبيه نور جهان وهي بنت عشرين سنة. أنجبت أربعة اولاد وثلاثة بنات. ويقال أنها كانت نادرة الحسن والجمال. توفيت الملكة ممتاز محل عام 1040 هـ، ودفنت في بلدة زبن أباد ثم نقل جسدها بعد ستة أشهر إلى تاج محل في أكبر أباد. ودفن زوجها «شاه جهان» بجوارها بعد وفاته.